# Glycerius
Glycerius, född cirka 420, död efter 480, var kejsare över det västromerska riket från mars 473 till juni 474. Glycerius var en gardesofficer som efter kejsar Olybrius död insattes på kejsartronen av den burgundiske kungen Gundobad. Redan efter ett års regering störtades han dock av Julius Nepos som stöddes av det östromerska riket. Efter att han avsatts av Julius Nepos var Glycerius biskop i Salona.

## Västromersk kejsare

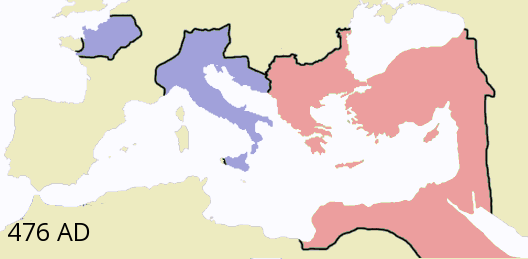
Västromerska riket (blått) och Östromerska riket (rött) på 470-talet.

Källor om Glycerius är få och sparsamma. Det är känt att han innan sin kröning till kejsare var någon form av militär ledare i Dalmatia och senare ledaren för den kejserliga vakten i Ravenna, det västromerska rikets huvudstad.
År 472 genomgick det västromerska riket ett inbördeskrig mellan kejsaren Anthemius och hans härmästare Ricimer. Ricimer dödade kejsaren och krönte Olybrius, men både Ricimer och Olybrius var inom kort döda. The östliga kejsaren Leo I, de facto högre rankad än den västliga kejsaren och den med egentlig rätt att utnämna en ny västlig kejsare, väntade med att kröna en ny västlig kejsare då han hade svårt att hitta en duglig kandidat. Därav valde de germanska soldaterna i den västromerska armén, ledda av patriciern och den burgundiske kungen Gundobad, Glycerius till kejsare i Ravenna under mars 473.

### Gotiska invasioner
Glycerius regeringstid var kort och hektisk. Eurik, visigoternas kung, beordrade en invasion av Italien år 473. Den visigotiska generalen Vincentius besegrades av Glycerius styrkor under generalerna Alla och Sindila. Trots ett lyckat försvar av Italien kunde Glycerius och den försvagade västromerska armén inte stoppa visigoterna från att erövra Arelate och Marseille i Gallien.
Samtidigt marscherade ostrogotiska arméer under kung Widimir mot Italien. Om de två gotiska arméerna skulle sammanstråla skulle resultatet vara katastrofalt. Glycerius skickade an ambassadör till Widimir som med en kombination av diplomati och en muta på 2000 solidi lyckades övertyga den ostrogotiska kungen om att områdena han önskade erövra redan ockuperats av Eurik och att han istället för Italien borde röra sig mot Gallien. Strategin lyckades med att hindra den visigotiska invasionsstyrkan i Italien från att få förstärkningar, men ledde till att goterna istället sammanstrålade i Gallien.

### Relation med det Östromerska riket

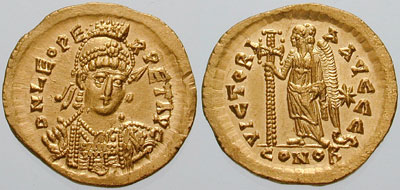
Solidus av den östromerska kejsaren Leo I.

Den östromerska kejsaren Leo I hade inte erkänt Olybrius och erkände inte heller Glycerius. Detta på grund av att hans kröning aldrig godkänts av det östliga hovet och för att han misstänktes vara en "marionettkejsare" till Gundobad. Leo I valde därför en egen kandidat till västlig kejsare, Julius Nepos. Julius Nepos kunde dock inte lämna Dalmatia, där han var guvernör, då vattnet i hamnarna frös under vintern 473 - 474.  Leo I dog i januari 474 och efterträddes av sitt unga barnbarn Leo II som snabbt även utnämnde sin far Zeno till medkejsare. Zeno fortsatte att se Glycerius som en troninkräktare.
Glycerius verkar dock ha försökt att undvika öppen konflikt med det östliga hovet då den östromerska riket vid den här tiden var betydligt starkare än det västromerska. Exempelvis utnämnde han inte en andra konsul, utan lät kejsare Leo II vara ensam konsul under året 474.

### Avsättning
Under våren 474 öppnades hamnarna i Dalmatia igen och Julius Nepos korsade det adriatiska havet för att avsätta Glycerius. Glycerius verkar ha flytt från huvudstaden Ravenna till Rom, då silvermynt präglades i staden där han gjorde anspråk på att vara kejsare tillsammans med de östliga kejsarna Zeno och Leo II (och erkände då inte Julius Nepos). I juni 474 landsteg Nepos i hamnen Portus (belagd i närheten av hamnen Ostia Antica) och avsatte Glycerius utan några stridigheter. När Julius Nepos kröntes till västromersk kejsare skickades Glycerius att tjäna som biskop i Salona och han levde ett religiöst liv fram till sin död.
Att Glycerius avsattes utan ens ett försök att strida mot Julius Nepos är något av ett mysterium. En av de troligare anledningarna är att senaten i Rom och aristokratin inte stödde Glycerius på grund av att Östrom såg honom som en troninkräktare och att Glycerius främsta maktkälla, Gundobad och burgunderna, inte var i Italien under tiden utan hade rest iväg, möjligen för att rekrytera fler soldater. Glycerius var då relativt ensam och försvarslös, att försöka motstå Julius Nepos och hela det östromerska riket utan Gundobad och utan stöd från senaten hade inte varit en bra idé.

## Senare liv
Glycerius var som biskop bosatt i Salona. År 475 flydde även kejsaren Julius Nepos till Salona efter att ha fördrivits av härmästaren Orestes, som krönte sin son Romulus Augustus till västromersk kejsare. Nepos fortsatte att göra anspråk på att vara västromersk kejsare, vilket det östromerska riket stödde. Nepos fortsatte med detta även efter att Romulus Augustus avsatts och germanen Odovakar tagit kontroll över Italien. Julius Nepos blev mördad år 480 och det är möjligt att antingen Odovakar eller Glycerius eller båda två var delaktiga, men detta kan inte bekräftas.